# I due fratelli (film 1913)
I due fratelli è un film italiano del 1913.

## Trama
Giorgio e Renato sono fratelli, ma molto diversi tra loro. Il primo è un uomo serio, dedito al lavoro e alla famiglia, il secondo è fatuo, attratto dai lussi e amante di Lilly, una donna capricciosa e avida per la quale ha dilapidato tutto. Giorgio non perde occasione di implorarla a lasciar andare suo fratello, ma Lilly prima sembra acconsentire per poi tornare tra le braccia del giovane dissoluto.
Rimasto ormai senza niente Renato falsifica la firma del fratello per poter comprare una collana per Lilly, poi uccide lo zio per svaligiarne la cassaforte. Giorgio fa sparire l'arma del delitto e salva il fratello dalla prigione, ma Renato è roso dal rimorso, ha incubi spaventosi finché una notte, gettandosi in un precipizio, paga con la vita il delitto commesso.